# Оук-Парк (Іллінойс)
Оук-Парк (англ. Oak Park) — селище (англ. village) в США, в окрузі Кук штату Іллінойс. Населення — 54 583 особи (2020).

## Географія
Оук-Парк розташований за координатами 41°53′14″ пн. ш. 87°47′24″ зх. д. / 41.88722° пн. ш. 87.79000° зх. д. (41.887166, -87.789942).  За даними Бюро перепису населення США в 2010 році селище мало площу 12,17 км², уся площа — суходіл.

## Демографія
Згідно з переписом 2010 року, у селищі мешкало 51 878 осіб у 22 670 домогосподарствах у складі 13 037 родин. Густота населення становила 4261 особа/км².  Було 24519 помешкань (2014/км²).
Расовий склад населення:
| - 67,7 % — білих - 21,7 % — чорних або афроамериканців - 4,8 % — азіатів - 0,2 % — корінних американців - 2,0 % — осіб інших рас |

До двох чи більше рас належало 3,6 %. Частка іспаномовних становила 6,8 % від усіх жителів.
За віковим діапазоном населення розподілялося таким чином: 24,1 % — особи молодші 18 років, 65,2 % — особи у віці 18—64 років, 10,7 % — особи у віці 65 років та старші. Медіана віку мешканця становила 38,9 року. На 100 осіб жіночої статі у селищі припадало 86,6 чоловіків;  на 100 жінок у віці від 18 років та старших — 82,1 чоловіків також старших 18 років.
Середній дохід на одне домашнє господарство  становив 115 007 доларів США (медіана — 80 196), а середній дохід на одну сім'ю — 151 563 долари (медіана — 113 919). Медіана доходів становила 80 409 доларів для чоловіків та 61 438 доларів для жінок. За межею бідності перебувало 8,9 % осіб, у тому числі 7,9 % дітей у віці до 18 років та 8,3 % осіб у віці 65 років та старших.
Цивільне працевлаштоване населення становило 27 155 осіб. Основні галузі зайнятості: освіта, охорона здоров'я та соціальна допомога — 32,1 %, науковці, спеціалісти, менеджери — 20,4 %, фінанси, страхування та нерухомість — 7,7 %, мистецтво, розваги та відпочинок — 7,2 %.

## Відомі люди
- Ернест Хемінгуей (1899—1961) — американський письменник та журналіст
- Боб Ньюгарт (* 1929) — американський актор та співак
- Джон Авілдсен (1935—2017) — американський кінорежисер.